# Therion brevicorne
Therion brevicorne är en stekelart som först beskrevs av Johann Ludwig Christian Gravenhorst 1829.  Therion brevicorne ingår i släktet Therion och familjen brokparasitsteklar. Inga underarter finns listade i Catalogue of Life.